# سفیدابروی تاج‌سیاه
سفیدابروی تاج‌سیاه (نام علمی: Tchagra senegala) نام یک گونه از سرده سفیدابرو است.